# 穆恩达尔吉
穆恩达尔吉（Mundargi），是印度卡纳塔克邦Gadag县的一个城镇。总人口20318（2001年）。

## 人口
该地2001年总人口20318人，其中男性10505人，女性9813人；0—6岁人口2717人，其中男1419人，女1298人；识字率63.65%，其中男性为73.72%，女性为52.87%。